# عقاب البحر بيضاء الذيل
عقاب أبيض الذنب أو عقاب البحر أبيض الذيل (الاسم العلمي: Haliaeetus albicilla)(بالإنجليزية: White-tailed Eagle)، هو طائر جارح ينتمي إلى فصيلة البازية و هو من جنس عقبان البحر.

## الوصف

### الحجم
العقاب أبيض الذيل يعتبر أكبر طائر جارح في قارة أروبا حيث يتراوح طوله مابين 78 إلى 94 سم و طول جناحيه ما بين 178 إلى 245 سم , الإناث أثقل قليلا من الذكور و يتراوح وزنها ما بين 4 إلى 6.9 كجم أما الذكور ما بين 3.1 إلى 5.4 كجم .

### اللون
لون ريش الطيور البالغة هو بني شاحب في كل الجسم بإستثناء ذيله الأبيض اللون ذي الشكل المستدق الذي جاء إسمه منه و رأسه فيه لون أبيض شاحب متجانس مع بقية لون الجسم ريشات الطيران لونها داكن , منقاره كبير و معقوف و لونه أصفر .
أما العقبان اليافعة يكون لونها بني داكن مع ريشات بيضاء فوضاوية في جسمه و ذيله أبيض و اطرافه داكنة.

## الغذاء
بما أن العقاب أبيض الذنب يوجد في العادة قرب مصادر المياه فهو يأكل الأسماك بشكل أساسي و لكنه يأكل أحيانا الطيور مثل البط و الثدييات الصغيرة مثل و الأرانب أو القواع , يلجأ أحيانا إلى سرقة الصيد من الحيوانات و الطيور الأخرى و حتى من أبناء جنسه , كما أنه سيأكل الجثث إذا توافرت.

## التكاثر و العمر المتوقع
تتزاوج العقبان بيضاء الذنب في بداية الربيع , و غالبًا ما تعشش في الأشجار الكبيرة ، مع تفضيل الأشجار الصنوبرية , تضع الأنثى من 1 إلى 3 بيضات في العادة و تقوم الأنثى بأغلب مهام حضانة البيض بينما الذكر يقوم بالصيد و تدوم فترة الحضانة ما بين 34 إلى 42 يوما (4 إلى 6 أسابيع) , و بعدما تفقص الفراخ تبقى تحت رعاية أبويها لمدة 10 أسابيع (70 يوما) و بعدها تبدأ في تعلم الطيران و غالبا ما تتقنه في الأسبوع 12 (بعد 90 يوم من الفقص) و بعد ذالك تبقى في قرب العش تحت رعاية الوالدين إلى حين أن تتعلم الصيد و تبدأ في الإعتماد على نفسها و تصل الفراخ لسن البلوغ في عمر 5 أو 6 سنوات.
في العادة أعمار العقبان بيضاء الذنب في البرية من 15 إلى 25 و لكن قد تم تسجيل عقاب بري عاش 33 سنة , قد تعيش مدة أطول قليلا في في الأسر